# バリー・ロビンズ
バリー・ロビンズ（Barry Robins,  1945年1月12日 - 1986年4月1日）は、アメリカ合衆国の俳優である。

## 来歴
1945年、ニューヨーク市のブルックリン区に生まれる。地元ニューヨークの演劇学校へ通った後に、ステラ・アドラーに師事して舞台俳優としてのキャリアをスタート。ブロードウェイデビューも果たしたほか、『王様と私』などの演目にも出演し、演技力と歌唱力を披露。その後も様々なミュージカル舞台へ出演した。『アニーよ銃をとれ』や『キャメロット』などの話題作へ出演し、舞台俳優として認知されるようになった。
1966年に戦争ドラマ『頭上の敵機』でテレビドラマデビュー。1975年に出演したミステリー・ドラマ『刑事コロンボ』（ピーター・フォーク主演）の1エピソード『ハッサン・サラーの反逆』では、フォーク演じるコロンボに理解を示す架空の中東国スワラ王国の国王を演じて印象を残した。

### 死去
1986年4月1日、カリフォルニア州のロサンゼルスでAIDSのため死去。41歳だった。

## 出演作品

### 映画
- 動物と子供たちの詩 Bless the Beasts & Children (1971)
- Actor (1978) ※テレビ映画

### テレビドラマ
- 頭上の敵機 12 O'Clock High (1966)
- 0022アンクルの女 The Girl from U.N.C.L.E. (1967)
- ラット・パトロール The Rat Patrol (1967)
- 刑事コロンボ / 『ハッサン・サラーの反逆』 Columbo (1975)